# Triphenylboroxin
Triphenylboroxin ist eine bororganische Verbindung, die der Stoffgruppe der Boroxine zugeordnet werden kann. Die Verbindung ist zudem das trimere Anhydrat der Phenylboronsäure.

## Gewinnung und Darstellung
Durch trockenes Erhitzen kann die Verbindung aus Phenylboronsäure unter Wasserabspaltung erhalten werden.
Die Boroxinbildung verläuft mit einer molaren Reaktionsenthalpie von −14,3 kJ·mol−1 schwach exotherm.
Eine weitere Herstellvariante ist die Umsetzung von Bortrioxid mit Triphenylboran in Tetrachlormethan.

## Eigenschaften

### Physikalische Eigenschaften
Triphenylboroxin hat einen n-Octanol-Wasser-Verteilungskoeffizient von {\displaystyle \log P_{ow}=1{,}75} und kristallisiert in einem monoklinen Kristallgitter in der Raumgruppe P21/c (Raumgruppen-Nr. 14). Der B3O3-Ring und die drei substituierten Phenylringe bilden ein nahezu planares Molekül mit einer schwachen Krümmung, da im B3O3-Ring ein Boratom etwa 0.119 Å von der Ringebene abweicht.

### Chemische Eigenschaften
In Wasser hydrolysiert die Verbindung sofort zur Phenylboronsäure. Die Hydrolyse ist eine Gleichgewichtsreaktion mit
{\displaystyle \mathrm {3PhB(OH)_{2}\ \rightleftharpoons \ Boroxin+3H_{2}O} }
Die Gleichgewichtskonstante ergibt sich mit
{\displaystyle K={\frac {c(\mathrm {Boroxin} )\cdot c^{3}(\mathrm {H_{2}O} )}{c^{3}(\mathrm {PhB(OH)_{2}} )}}}
Die Gleichgewichtskonstante beträgt bei 25 °C K = 0,32 mol·l−1.
Triphenylboroxin bildet stabile Donor-Akzeptor-Addukte mit Stickstoffbasen wie Aminen, Hydrazinen und Stickstoffheterocyclen. Die Adduktbildung beruht auf Donor-Akzeptor-Bindungen zwischen den Boratomen als elektrophile Elektronenpaarakzeptoren und den Stickstoffatomen als nucleophile Elektronenpaardonatoren. Die Struktur einiger Addukte wurde mittels Röntgenstrukturanalyse und 1H- bzw. 11B-NMR-Spektroskopie charakterisiert.
| Donor                | Zusammensetzung | Schmelzpunkt | Quelle               |
| Propylamin           | 1 : 1           | 140–143 °C   | [ 9 ]                |
| Diethylamin          | 1 : 1           | 85 °C        | [ 9 ]                |
| Piperidin            | 1 : 1           | 213 °C       | [ 9 ]                |
| Trimethylamin        | 1 : 1           |              | [ 10 ]               |
| Triethylamin         | 1 : 1           | 39 °C        | [ 9 ]                |
| Chinuclidin          | 1 : 1           |              | [ 10 ]               |
| DABCO                | 1 : 1           |              | [ 10 ]               |
| Urotropin            | 1 : 2           |              | [ 10 ]               |
| Morpholin            | 1 : 1           | 188–189 °C   | [ 13 ]               |
| p-Phenylendiamin     | 3 : 2           | 167–168 °C   | [ 11 ]               |
| Hydrazin             | 1 : 1           | 95–97 °C     | [ 12 ]               |
| Hydrazin             | 2 : 1           | 48–52 °C     | [ 12 ]               |
| 1,2-Dimethylhydrazin | 1 : 1           | 102–105 °C   | [ 12 ]               |
| 1,1-Dimethylhydrazin | 1 : 1           | 44–48 °C     | [ 12 ]               |
| 1,1-Dimethylhydrazin | 2 : 1           | 107–109 °C   | [ 12 ]               |
| Pyridin              | 1 : 1           | 152 °C       | [ 13 ] [ 10 ] [ 14 ] |
| 3,5-Lutidin          | 1 : 1           |              | [ 10 ]               |
| 2,4-Lutidin          | 1 : 1           |              | [ 10 ]               |
| 2,6-Lutidin          | 1 : 1           |              | [ 10 ]               |
| Chinoxalin           | 1 : 1           |              | [ 10 ]               |
| 3,6-Diaminoacridin   | 1 : 2           | 252–255 °C   | [ 13 ]               |

Die Verbindung zersetzt sich bei höheren Temperaturen. Als Zersetzungstemperatur mit dem Kriterium einer Zersetzungsgeschwindigkeit von 1 mol%·h−1 werden 357 °C angegeben.

## Verwendung
Die Verbindung kann als flammenhemmendes Additiv in Polymeren wirken. In der organischen Synthese kann sie als alternative Substanz zu Boronsäuren bei Miyaura-Suzuki-Kupplungen oder durch Rhodium katalysierten Kupplungen verwendet werden.